# Contea di Jinping
La contea di Jinping (锦屏县S, Jǐnpíng XiànP) è una contea della Cina, situata nella provincia del Guizhou e amministrata dalla prefettura autonoma miao e dong di Qiandongnan.